# Fjällbröstad gärdsmyg
Fjällbröstad gärdsmyg (Microcerculus marginatus) är en fågel i familjen gärdsmygar inom ordningen tättingar.

## Utseende och läte
Fjällbröstad gärdsmyg är en mörk och kortstjärtad gärdsmyg. Fjäderdräkten är brun med ljusare gråaktig strupe och en lång och rak näbb. Vissa bestånd är mer fjällade på bröstet än andra. Sången som kan pågå i flera minuter består av en serie visslingar, ljust i början med några få i snabb följd, därefter varje ton i fallande tonhöjd och mer åtskilda.

## Utbredning och systematik
Fjällbröstad gärdsmyg hittas i fuktig subtropisk eller tropisk låglänt skog från Costa Rica till Amazonområdet. Den delas in i sex underarter:
luscinia-gruppen (monotypisk)
- Microcerculus marginatus luscinia  – förekommer från centrala Costa Rica till östra Panama och nordvästligaste Colombia

 taeniatus/occidentalis-gruppen (polytypisk)
- Microcerculus marginatus taeniatus – förekommer i tropiska västra Ecuador
- Microcerculus marginatus occidentalis – förekommer i västra Colombia och nordvästra Ecuador

 marginatus-gruppen (polytypisk)
- Microcerculus marginatus corrasus – förekommer i Sierra Nevada de Santa Marta i norra Colombia
- Microcerculus marginatus squamulatus – förekommer i nordöstra Colombia och nordvästra Venezuela
- Microcerculus marginatus marginatus – förekommer från östra Colombia till norra Bolivia och västra Amazonområdet i Brasilien

Dess mycket kraftfulla sång varierar över utbredningsområdet varför vissa auktoriteter föreslår att den borde delas upp i flera arter. 

## Status och hot
Arten har ett stort utbredningsområde, men tros minska i antal, dock inte tillräckligt kraftigt för att den ska betraktas som hotad. Internationella naturvårdsunionen IUCN listar arten som livskraftig (LC).

## Bilder

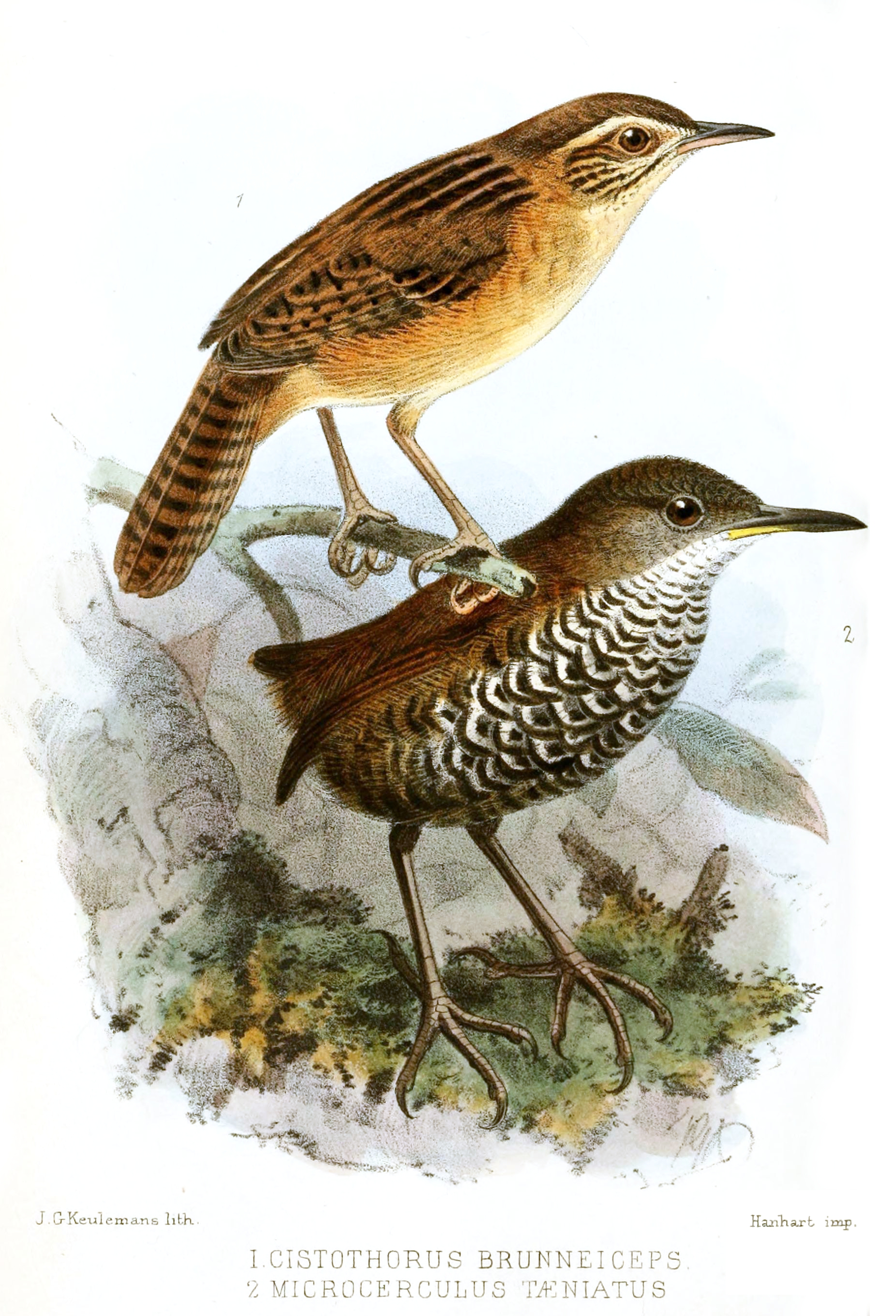
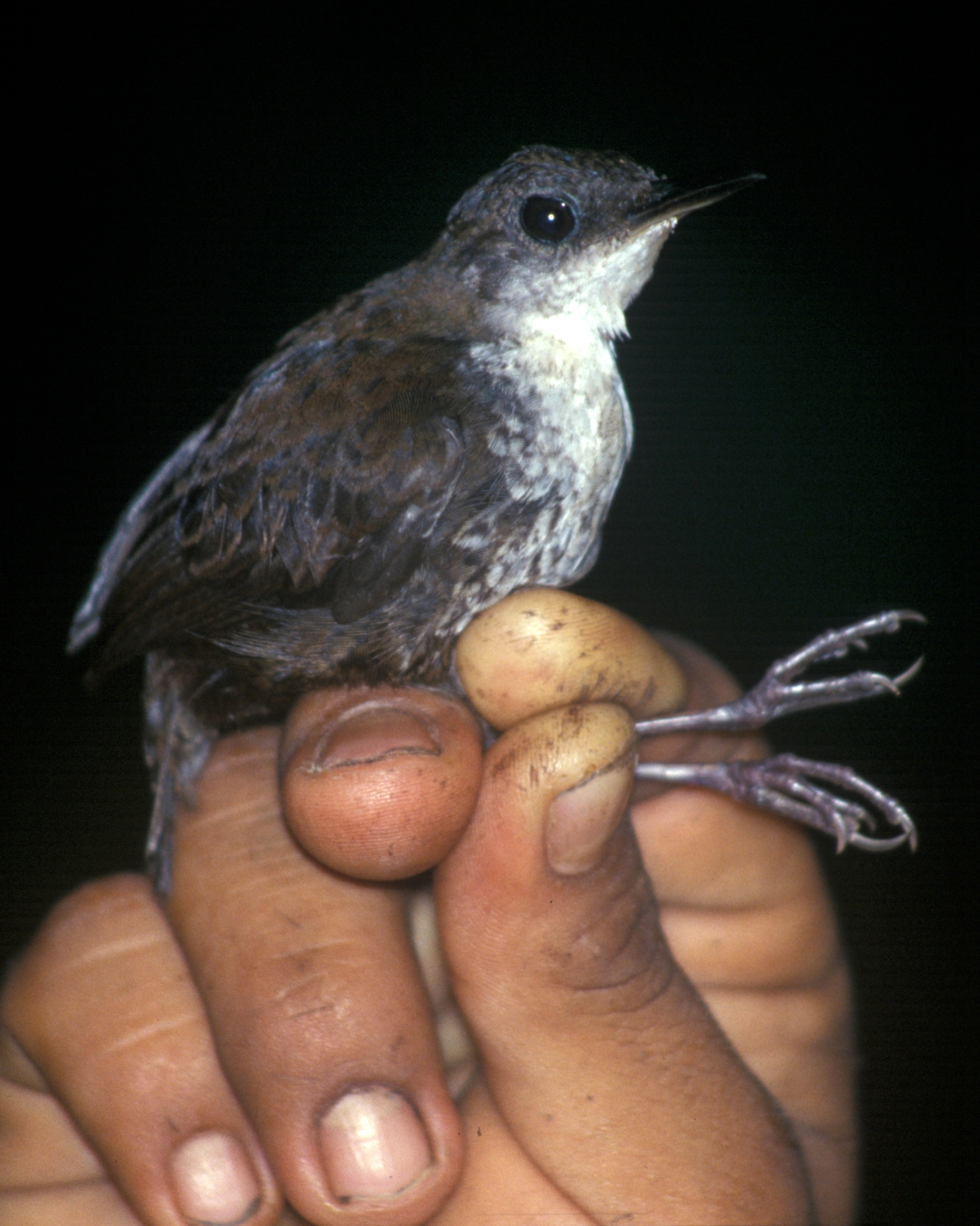
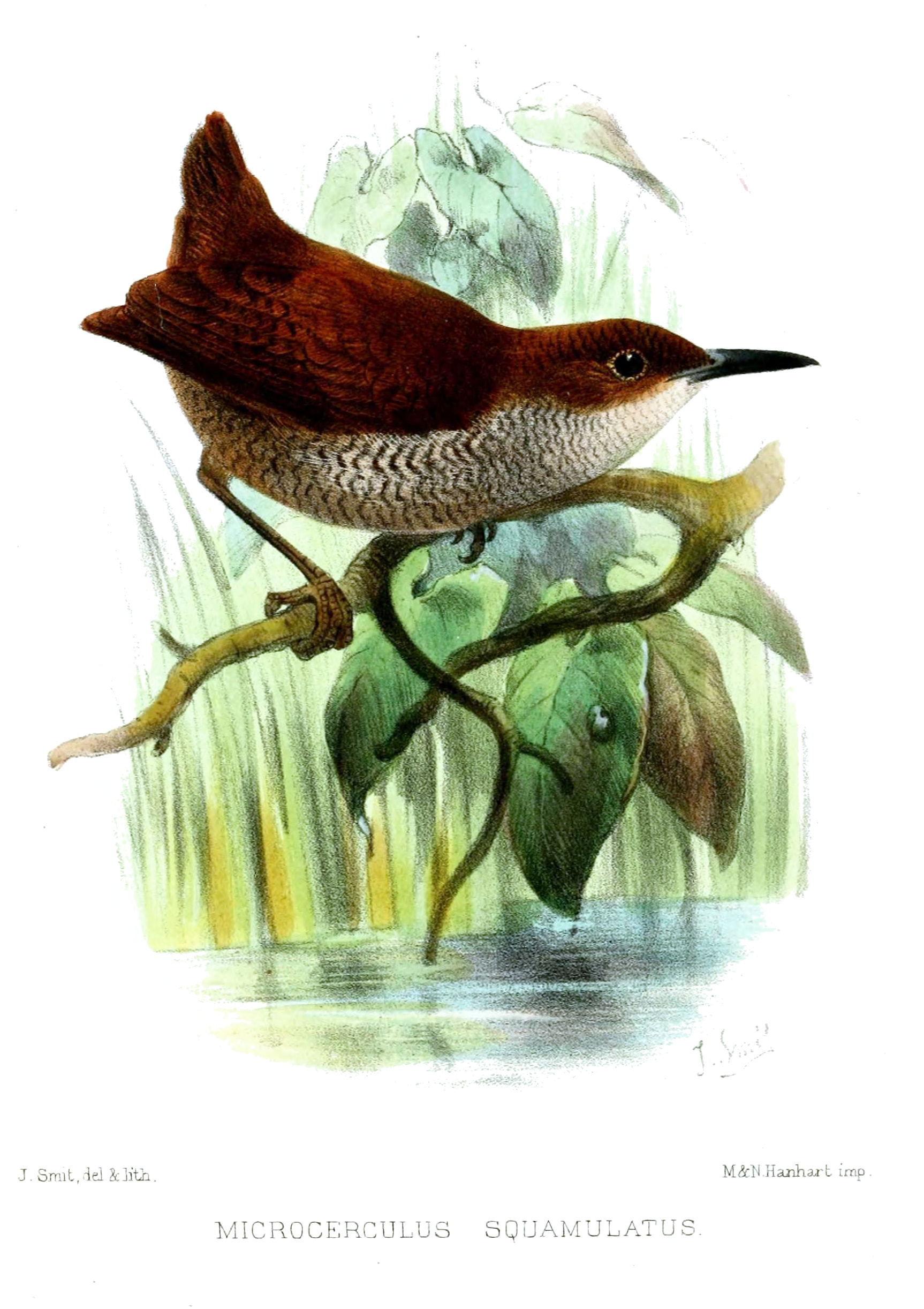